# Аль Бано і Роміна Павер
Аль Ба́но й Ромі́на Па́вер (італ. Al Bano e Romina Power) — популярний італійський сімейний поп-дует останньої чверті XX століття. Пісні дуету, особливо шляґер «Felicità» (укр. Щастя), були надзвичайно популярними в Україні за часів СРСР. Пара одружилася в липні 1970 року і прожила разом майже 30 років, розлучившись 1999 року.
Склад:
- Аль Бано (справжнє ім'я Альбано Каррізі) народився 20 травня 1943 року в м. Челліно-Сан-Марко, Апулія, Італія. Старший із двох синів Йоланди та Кармело Каррізі. Свою першу пісню написав у віці 12 років, а вже у 16, залишаючи південь Італії, вирушив до Мілана в пошуках реалізації своїх творчих намірів.

- Роміна Франческа Павер народилася 2 жовтня 1951 р., у Лос-Анджелесі, США. Донька відомих голлівудських акторів Тайрона Павера та Лінди Крістіан.

Перший спільний диск записали 1975 року. Хіти «We'll live it all again» (1976), «Sharazan» (1981), «Felicità» (1982), «Ci sarà» (1984), «Sempre Sempre» (1986), «Libertà» (1987) принесли гурту всесвітню популярність. З піснею «Ci sarà» вони посіли перше місце фестивалю Сан Ремо 1984. Абсолютний рекорд в італійському хіт-параді в липні 1982 року: 4 пісні одночасно. До 1996 року було продано 65 000 000 копій дисків. Останній спільний виступ дуету — червень 1998 року.
У шлюбі в них народилося 4 дітей — доньки Крістель, Роміна Йоланда, син Ярі й донька Іленія, яка зникла безвісти за загадкових обставин під час подорожі до США. Після розлучення Аль Бано мав стосунки із на 28 років молодшою жінкою, з якою він прожив 5 років і розлучився. У пари народилися син Альбано молодший (якого вдома називають Бідо) та донька Ясмін.
2007 року Роміна Павер переселилася з Риму до штату Аризона, США.

## Дискографія
- Atto I (1975)
- 1978 (1977)
- Aria Pura (1979)
- Sharazan — cantan en espanol (1981)
- Felicità (1982)
- Felicidad (іспанською мовою) (1982)
- Che Angelo Sei (1982)
- Que Ángel Será — іспаномовна версія Che Angelo Sei (1983)
- Effetto Amore (1984)
- Sempre Sempre (1986)
- Siempre Siempre (іспанською мовою) (1986)
- Libertà! (1987)
- Libertad (іспанською мовою) (1987)
- Fragile (1988)
- Fragile (іспанською мовою) (1989)
- Fotografia Di Un Momento (1990)
- Fotografía De Un Momento (іспанською мовою) (1990)
- Corriere Di Natale (1990)
- Weihnachten Bei Uns Zu Hause (1990)
- Navidad Ha Llegado (1991)
- Vincerai (1991)
- Vencerás (іспанською мовою) (1991)
- Notte E Giorno (1993)
- El Tiempo De Amarse (іспанською мовою) (1993)
- Emozionale (1995)
- Ancora- Zugabe (1996)
- Grandes exitos (іспанською мовою) (1997)
- The very best-Live aus Verona (live) (2015)

## Аудіо-відео посилання
- «Ci Sarà» (Буде…) — Аль Бано і Роміна Павер (Сан Ремо, 1984) [Архівовано 13 грудня 2007 у Wayback Machine.]
- «Libertà» (Воля) — Аль Бано і Роміна Павер
- «Felicità» (Щастя) — Аль Бано і Роміна Павер [Архівовано 7 лютого 2008 у Wayback Machine.]
- «Tu soltanto tu» (Ти, лише ти) — Аль Бано і Роміна Павер [Архівовано 15 вересня 2016 у Wayback Machine.]
- «Canzone Blu» (Сумна пісня)— Аль Бано і Роміна Павер [Архівовано 22 жовтня 2016 у Wayback Machine.]